# Mistrzostwa Świata w Szermierce 1929
Mistrzostwa Świata w Szermierce 1929 – 7. edycja mistrzostw odbyła się we włoskim mieście Neapol. Pierwszy raz na mistrzostwach wystąpiły kobiety oraz rozegrano zawody drużynowe.

## Klasyfikacja medalowa
| Lp. | Państwo  | złoto | srebro | brąz | Razem |
| --- | -------- | ----- | ------ | ---- | ----- |
| 1   | Włochy   | 2     | 2      | 2    | 6     |
| 2   | Francja  | 1     | 1      | -    | 2     |
| 3   | Węgry    | 1     | -      | 3    | 4     |
| 4   | Niemcy   | 1     | -      | -    | 1     |
| 5   | Belgia   | -     | 1      | -    | 1     |
| -   | Holandia | -     | 1      | -    | 1     |

## Medaliści

### Mężczyźni
| Złoto | Srebro                                                                     | Brąz                                                                                              |
| Floret |                                                                            |                                                                                                   |
| Oreste Puliti | Philippe Cattiau                                                           | Giulio Gaudini                                                                                    |
| Włochy · Dante Carniel · Giulio Gaudini · Nicola Girace · Gioacchino Guaragna · Gustavo Marzi · Ugo Pignotti · Oreste Puliti · Ciro Verratti | Belgia · Raymond Bru · Xavier De Beukelaer · Charles Debeur · Robert T’Sas | Węgry · János Hajdú · Ottó Hatz · Gusztáv Kálniczky · György Piller-Jekelfalssy · György Rozgonyi |
| Szpada |                                                                            |                                                                                                   |
| Philippe Cattiau | Marcello Bertinetti                                                        | Franco Riccardi                                                                                   |
| Szabla |                                                                            |                                                                                                   |
| Gyula Glykais | Gustavo Marzi                                                              | Attila Petschauer                                                                                 |

### Kobiety
| Złoto        | Srebro          | Brąz        |
| Floret       |                 |             |
| Helene Mayer | Johanna de Boer | Margit Danÿ |